# Theroscopus trifasciatus
Theroscopus trifasciatus är en stekelart som beskrevs av Förster 1850. Theroscopus trifasciatus ingår i släktet Theroscopus och familjen brokparasitsteklar. Arten är reproducerande i Sverige. Inga underarter finns listade i Catalogue of Life.